# Jez San
Jeremy Elliott „Jez“ San, OBE (* 29. März 1966 in Edgeborough bei London) ist ein britischer Computerspieleentwickler und Unternehmer. Mit seinem 1982 im Alter von 16 Jahren gegründeten Unternehmen Argonaut Software war er maßgeblich am Entwurf und der Entwicklung früher und einflussreicher 3D-Action-Titel, wie Starglider (Rainbird Software, 1986) und Starwing (Nintendo, 1993), sowie der zugrundeliegenden Hardware, wie des Grafik-Chips Super FX, beteiligt. San wurde vielfach für seine Verdienste in der Videospiel-Branche ausgezeichnet, darunter mit dem Order of the British Empire.

## Karriere
Jez Sans Vater war Kaufmann und brachte seinem Sohn 1977 von einer Geschäftsreise in die USA einen TRS-80 Model 1 mit. San wurde als technikaffines Kind schnell Teil der aufkommenden Computer-Clubs und der Hackerszene. Mit seinem zweiten Heimcomputer, einem BBC Micro, begann er das Programmieren eigener Spiele mit Sound und Farbdarstellung. Sein erstes veröffentlichtes Spiel war der Defender-Klon Skyline Attack für den Commodore 64 (C64). Inspiriert wurde der junge Entwickler dabei von Star-Wars-Arcade-Spielen, bemühte sich jedoch vergeblich um entsprechende Namensrechte für eine Heimcomputer-Version bei Atari. Das Spiel erschien stattdessen bei Publisher Firebird Software, wo er im Anschluss an der C64-Portierung von Elite mitwirkte und seinen ersten größeren Publishing-Vertrag beim Schwesterlabel Rainbird Software erhielt. Hier veröffentlichte er 1986 sein erstes erfolgreiches Spiel Starglider für den Heimcomputer Atari ST. Mit dem Erlös von etwa 200.000 britischen Pfund gründete der noch in seinem Kinderzimmer wohnende Schüler Argonaut Software.
Das Unternehmen spezialisierte sich zunächst auf 16-Bit-Computer. Das erste Spiel war der Starglider-Nachfolger Starglider 2 (Rainbird, 1988). Bis Mitte der 1990er-Jahre arbeitete Argonaut eng mit dem japanischen Konsolen- und Videospielhersteller Nintendo zusammen und entwickelte zunächst X, ein 3D-Spiel für den Game Boy. Während der Kooperation mit Nintendo war San maßgeblich an der Entwicklung des 3D-Grafikchips Super FX für das Super Nintendo Entertainment Systems beteiligt. Mit Unterstützung durch externes Know-how von beispielsweise Ben Cheese, Chipdesigner bei Sinclair Research, einem Budget von Auftraggeber Nintendo über 400.000 US-Dollar und der neuen Technik der FPGA wurde so die technische Grundlage für 3D-Grafik für Nintendos Spielkonsolen geschaffen.
Als Spezialist für 3D-Grafik hielt San regelmäßig Fachvorträge für Programmierer von Nintendo. In der Kooperation steuerte Argonaut den Programmcode bei, während Nintendo für das Game Design, das Spielgefühl und die Musik zuständig war. Beispielhaft für die Zusammenarbeit ist das 1993 erschienene SNES-Spiel Starwing, das den Grundstein der Star-Fox-Reihe auf der technischen Basis von Starglider und mit dem typischen Spiel- und Charakterdesign von Nintendo legte.
Im Jahr 1995 veröffentlichte Argonaut BRender, eine der ersten Softwarebibliotheken für 3D-Spiele, und vertrieb sie an andere Entwickler. BRender wurde unter anderem von Microsoft, Infogrames, The 3DO Company, Interplay Entertainment und Electronic Arts eingesetzt, erreichte jedoch nie die erhoffte Verbreitung. Mit der kostenfreien Lizenzierung von Direct3D durch Microsoft war BRender nicht mehr konkurrenzfähig und Argonaut legte den Quellcode offen.
Nach beendeter Zusammenarbeit mit Nintendo veröffentlichte Argonaut 1997 Croc: Legend of the Gobbos, dessen Protagonist ursprünglich statt des grünen Krokodils die Nintendo-Figur Yoshi hätte sein sollen. Nachdem Nintendo die Zusammenarbeit an einem 3D-Jump-’n’-Run jedoch ausgeschlagen und Super Mario 64 (1996) allein entwickelt hatte, ersetzte Argonaut den Nintendo-Dinosaurier durch ein Krokodil und veröffentlichte den Titel 1997 bei Publisher Fox Interactive. In einem Interview mit der britischen Videospielzeitschrift Edge äußerte San sich 2022 wie folgt dazu:

„Wir haben einen Spiel-Prototyp entwickelt, den wir Yoshi Racers nannten – es hatte das Aussehen und das Gefühl eines 3D-Plattformspiels. Wir haben es Miyamoto gezeigt und er fand es fantastisch. Und sagte dann: ‚Nein‘.
Nintendo hat uns keinen Grund genannt, aber ich kann sagen, dass das, was wir ihnen gezeigt haben, viel Ähnlichkeit mit dem hatte, was sie später für Mario 64 gemacht haben. Nachdem das Spiel [veröffentlicht worden war], traf ich Miyamoto auf einer Messe und er sagte wörtlich, ‚Es tut mir leid, dass wir das Spiel nicht mit euch gemacht haben, aber danke, dass ihr uns die Richtung für Mario 64 gegeben habt‘.
Ich wusste, dass er es aufrichtig meinte, so nach dem Motto ‚Im Krieg und in der Liebe ist alles erlaubt‘: ‚Danke für die Idee, aber das ist unser Eigentum und wir machen es selbst.‘ Das war einer der Gründe, warum wir uns von Nintendo getrennt haben, wenn auch nicht der einzige.“

2002 wurde San durch Prinz Charles als Officer des Order of the British Empire für seine Verdienste in der Videospielentwicklung ausgezeichnet.
Im Oktober 2004 entließ Argonaut Games 100 Angestellte und wurde zum Verkauf angeboten. 2005 ging die Firma in Konkurs und wurde 2006 abgewickelt. Seit seiner Zeit bei Argonaut Software ist San selbst nicht mehr als Programmierer, jedoch bis heute als Entrepreneur in der Branche tätig.

## Ludografie
- Starglider (Rainbird, 1986)
- Starglider 2 (Rainbird, 1988)
- X (Nintendo, 1992)
- Starwing (Nintendo, 1993)
- Croc: Legend of the Gobbos (Fox Interactive, 1997)